# Mokhtar Ould Djay
Mokhtar Ould Djay (árabe: المختار ولد أجاي; Moudjéria, 28 de dezembro de 1973), também conhecido como Moctar Ould Diay ou Mokhtar Ould Diaye, é um político mauritano atual primeiro-ministro da Mauritânia desde 2 de agosto de 2024.
Foi anteriormente Ministro das Finanças e Ministro da Economia durante a presidência de Mohamed Ould Abdel Aziz, e mais recente Chefe de Gabinete do presidente Mohamed Ould Ghazouani.